# Advanced System Protector

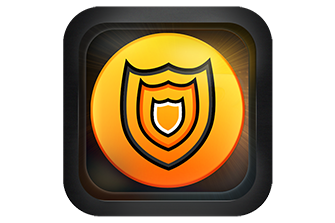
L'icona del trojan che si spaccia per antivirus.

Advanced System Protector è un trojan di tipo Rogue antispyware che si spaccia da antivirus.

## Comportamento
Questo falso antivirus crea continue false notifiche di presenza di malware nel proprio computer, chiedendo all'utente di comprare il suddetto software per poter risolvere i presunti problemi. 
L'obbiettivo di tali applicazioni è recuperare informazioni personali (come carte di credito, credenziali di account, ecc...) e rallentare il PC; è in grando di bloccare ogni pagina Web etichettandola come "pericolosa", rendendo il browser nella maggior parte dei casi inutilizzabile. Questo virus crea delle chiavi nel registro di sistema in modo da avviarsi ad ogni accensione del PC, inoltre l'interfaccia cambia continuamente per ingannare gli utenti meno esperti.
Tutto ciò è altamente pericoloso per il sistema, infatti col passare del tempo si avvertiranno gravi rallentamenti e blocchi di applicazioni.